# 米吉 (呼出)
米吉（よねきち、1937年8月31日 - 2021年3月2日）は、大相撲の呼出。本名：安藤米二。東京都板橋区出身。1947年6月初土俵。

## 人物
所属は、出羽海部屋→春日野部屋。入門以来、呼び上げが専門。1999年9月場所、3代目立呼出となる。
彼の父親の弟、妻の父親（太郎）も呼出であった。
趣味はジャズ鑑賞。その他、社交ダンス、アイススケートなど、多趣味で知られる。
ちなみに彼は長男であるのにもかかわらず本名が「米二」なのであるが、これは彼の父親が「米吉」という名前であったため。
美声と粋なことで大相撲ファンから評判が良かった。
また12年後輩の元三役呼出勝己と生年月日が同じであった。
2021年3月2日に間質性肺炎のため死去。83歳没。

## 履歴
- 1947年6月場所　初土俵。
- 1994年7月場所　呼出の番付制導入により、三役呼出に指名される。
- 1996年1月場所　副立呼出に昇進。
- 1999年9月場所　立呼出に昇進。
- 2002年7月場所限りで定年退職。